# Etopea
L'Etopea (in greco antico: ἠθοποία) è, nella retorica antica, l'immedesimazione nei personaggi e la loro vivida descrizione. È un termine usato spesso in correlazione allo stile retorico di Lisia, il quale è considerato un maestro nell'arte di immedesimarsi nei caratteri e di plasmarli. La sua orazione Per Mantiteo è un esempio della capacità dell'autore di delineare situazioni e caratteri.